# 南防線
南防線（なんぼうせん）は広西チワン族自治区の南寧市からトンキン湾（北部湾）に面した防城港市を結ぶ中国国鉄の鉄道路線である。

## 概要
南寧から南寧南間は湘桂線と共用で、南寧南より南南東に下り、欽州から南西に向かい防城港に至る全長173kmの路線である。中国政府と広西チワン族自治区人民政府の合資により建設され、南防鉄路公司が運営している。全線が南寧局管轄で、非電化単線である。防城港での船舶による輸出入の貨物輸送を担っている。

## 歴史
- 1978年3月：南寧市で建設工事を開始した[5]。
- 1986年12月：暫定輸送を開始した[2]。
- 1987年5月1日：全線開通し、運営開始した[5]。
- 1990年12月：南防鉄路公司が成立して負責管理を始めた[2]。
- 1991年：全国鉄路貨運網（貨物輸送網）に加わった[2]。
- 1992年1月：旅客輸送を開始した[2]。
- 2004年12月：線路容量向上の為の改造を始めた[6]。
- 2005年10月：改造工事が完成し、一日あたり15往復から55往復まで列車を運行出来る様になり、年間の貨物輸送能力が1500万トンから2538万トンになった[6]。

## 駅一覧
（南寧 - 南化 - ）南寧南 - 那羅 - 呉圩 - 大王灘 - 寧村 - 大元 - 那鋪 - 百浪 - 大擬 - 小董 - 大垌 - 馬皇 - 欽州 - 康熙嶺 - 茅嶺 - 防城 - 防城港

## 接続路線
- 南寧駅：南昆線
- 南寧南駅：湘桂線
- 那羅駅：邕南線
- 欽州駅：欽北線、黎欽線